# 정세온
정세온(1986년 8월 15일 ~ )은 대한민국의 레이싱 모델이다.

## 경력
- 2007년 서울모터쇼 GM대우 레이싱모델
- 2008년 부산국제모터쇼 GM대우 레이싱모델
- 2009년 서울모터쇼 GM대우 레이싱모델
- 2009년 경주밀레니엄모터쇼 레이싱모델
- 2009년 광주 F1& 월드슈퍼카쇼 레이싱모델
- 2010년 부산국제모터쇼 기아자동차 레이싱모델
- 2010년 에스오일 레이싱모델
- 2010년 CJ헬로넷 슈퍼레이스 레이싱모델
- 2011년 인제오토피아 킥스 레이싱모델
- 2011년 서울모터쇼 쌍용자동차 레이싱모델
- 2012년 아이나비 레이싱모델
- 2012년 오토모티브위크 소낙스 레이싱모델
- 2013년 서울오토살롱 레이싱모델
- 2013년 킥스 레이싱모델

## 수상
- 2009년 경주 밀레니엄모터쇼 신인레이싱모델 대상
- 2010년 CJ O 슈퍼레이스 레이싱모델 선발대회 시케인상